# Грешна генерализация
В логиката и разсъжденията грешна генерализация, подобно на доказателство чрез пример в математиката, е заключение, направено за всички или много случаи на явление, до което е достигнато въз основа на един или няколко случая на това явление.  Това е пример за бързи заключения.  Например, може да се направи обобщение за всички хора или всички членове на група въз основа на това, което те знаят само за един или няколко души:
- Ако някой срещне ядосан човек от дадена държава X, той може да подозира, че повечето хора в държава X често са ядосани.
- Ако човек види само бели лебеди, той може да подозира, че всички лебеди са бели.

Грешна генерализация може да доведе до по-нататъшни неправилни заключения. Например може да се заключи, че гражданите на държава Х са генетично непълноценни или че бедността е по вина на бедните.
Изразено с по-точен философски език, заблудата на дефектната индукция е заключение, направено въз основа на слаби предпоставки, или такова, което не е оправдано с достатъчно или безпристрастни доказателства.  За разлика от заблудите на значимост, при заблуди на дефектната индукция предпоставките са свързани със заключенията, но само слабо подкрепят заключенията, поради което се получава грешна генерализация. Същността на тази индуктивна заблуда се крие в надценяването на аргумент, основан на недостатъчно големи извадки под подразбираща се граница или грешка. 

## Логика
Грешната генерализация често следва следния формат:
Пропорцията Q на пробата има атрибут А.
Следователно делът Q от населението има атрибут А.
Такова генерализиране продължава от предпоставка за извадка (често непредставителна или пристрастна) до заключение за самата популация. 
Грешна генерализация също е начин на мислене, който отнема преживяванията на един човек или една група и неправилно го разширява до друг.

## Индуктивни заблуди
- Прибързаното обобщаване е заблудата от изследването на само един или много малко примери или изучаването на отделен случай и обобщаването на това, за да бъде представително за целия клас обекти или явления.
- Обратното, ленивата индукция е заблудата на отричането на логическото заключение на индуктивен аргумент, отхвърляйки ефект като „просто съвпадение“, когато е много вероятно да не е така.
- Преобладаващото изключение е свързано с прибързаното обобщение, но се работи от другия край. Това е обобщение, което е точно, но маркира квалификация, която елиминира достатъчно случаи (като изключения); че това, което остава, е много по-малко впечатляващо от това, което първоначалното твърдение може да е накарало човек да предположи.
- Заблуда на непредставителни проби е заблуда, при която се прави заключение, като се използват проби, които не са представителни или пристрастни. [5]
- Подвеждащата живост е вид прибързано обобщение, което привлича сетивата.
- Статистически специални молби възникват, когато тълкуването на съответната статистика се „масажира“, като се търсят начини за прекласифициране или преквалифициране на данните от една част от резултатите, но без прилагане на същия контрол върху други категории. [6]

## Прибързана генерализация
Прибързаната генерализация е неформална заблуда на грешна генерализация, което включва постигане на индуктивно обобщение, основаващо се на недостатъчно доказателства  същество да се направи бърз извод, без да се вземат предвид всички променливи. В статистиката това може да включва изготвяне на широки заключения по отношение на статистиката на проучване от малка извадкова група, която не представя в достатъчна степен цяла популация.  Неговата противоположна заблуда се нарича ленива индукция, която се състои в отричане на разумно заключение на индуктивен аргумент (напр. „Това беше просто съвпадение“).

### Примери
Прибързаната генерализация обикновено следва модела:
1. X е вярно за А.
2. X е вярно за B.
3. Следователно, X е вярно за C, D, E и т.н.

Например, ако човек пътува за първи път през даден град и види 10 души, всички те деца, може погрешно да заключи, че в града няма възрастни жители.
Алтернативно, човек може да погледне числова линия и да забележи, че числото 1 е квадратно число; 3 е просто число, 5 е просто число, а 7 е просто число; 9 е квадратно число; 11 е просто число, а 13 е просто число. От тези наблюдения човек може да твърди, че всички нечетни числа са прости или квадратни, докато в действителност 15 е пример, който опровергава твърдението.

### Алтернативни имена
Заблудата е известна още като:
- Незаконна генерализация
- Заблуда на недостатъчна проба
- Генерализация от конкретното
- Прескачане на заключение
- Одеяло
- Прибързана индукция
- Закон на малките числа
- Непредставителна проба
- Secundum quid

Когато се позовава на генерализация, направена от един-единствен пример, може да се използват термините „заблуда на самотния факт“,  или „заблуда на доказването чрез пример“. 
Когато доказателствата са умишлено изключени, за да пристрастят резултата, се казва, че е заблуда на изключването – форма на пристрастие при подбора. 